# Граевка
Граевка — район города Брест (Беларусь). Бывший поселок на северной окраине Бреста, вошедший в 1929 году в городскую черту.

## История
Граевка возникла в 1870-е годы в связи со строительством железной дороги Брест-Литовск — Граево (отсюда название поселка, в настоящее время Граево — город на территории Польши). В начале 20-го века в поселке жили в основном рабочие и служащие железной дороги, часть населения занималась торговлей и сельским хозяйством. С 1978 года Граевка входит в состав Ленинского района Бреста (улицы Карасёва, Боброва, Брестских Дивизий, Железнодорожная, Кижеватова, Красногвардейская, Республиканская, Фортечная и др.). Здесь расположены центральный железнодорожный вокзал Бреста, промышленные предприятия, строительные организации, три школы (№ 8, 16 и 17), Брестская городская больница №1 (бывшая Отделенческая больница на ст. Брест Белорусской железной дороги), городской Центр занятости населения, гидрометеорологическая обсерватория, библиотека им. Я.Купалы, детские сады и ясли. До начала 1990-х годов тут также находилась крупная советская воинская часть (т.н. «Северный городок» г. Бреста), в настоящее время на её территории ведется интенсивное жилищное строительство.